# Abdul Majid Kubar
Abdul Majid Kubar (en árabe: عبد المجيد كعبار) (Trípoli, 9 de mayo de 1909 - 4 de octubre de 1988) fue un político libio, primer ministro de ese país desde el 26 de mayo de 1957 al 17 de octubre de 1960.

## Biografía
Kubar subió la escalera política en Tripolitania hasta su nombramiento como miembro de la Asamblea Nacional Constituyente en 1950. En Libia, durante las primeras elecciones generales de 1952, ingresó al parlamento y fue presidente. de la Cámara hasta que fue nombrado primer ministro en 1957. Un escándalo financiero centrado en el costo de la construcción de una carretera en Fezán en Sabha llevó a su caída. Originalmente costaba $ 5.3 millones y se espera que se complete en tres años, los costos excesivos han llevado a estimaciones posteriores de tres veces el costo. Temiendo un voto de no confianza, renunció en 1960.